# گیتا نوربی
گیتا نوربی (دانمارکی: Ghita Nørby؛ زادهٔ ۱۱ ژانویهٔ ۱۹۳۵) بازیگر اهل دانمارک است.
از فیلم‌هایی که وی در آن نقش داشته‌است، می‌توان به ارث، ضیافت بابت، بهترین نیات، لحظه‌های به یادماندنی، هامسون، کوتاه و بلند، هیپ هیپ هورا!، قلمرو و گرگ پشت در اشاره کرد.